# Флешбэк
Флешбэ́к, или флэшбэ́к (англицизм от flash, рус. «вспышка, озарение» + back, рус. «назад»), обратный кадр, проблеск, — художественный приём, прежде всего в кинематографе, с временным прерыванием последовательности повествования с целью показа неких событий в прошлом. В литературоведении аналогом флешбэка считается ретроспектива. Противоположный приём сюжетного «взгляда в будущее» называется флешфорвард.
К флешбэку часто прибегают для объяснения поступков героев повествования, для раскрытия их мыслей и замыслов (субъективное использование). Также флешбэк может помочь кратко ознакомиться с предысторией событий, без которой иначе трудно будет понять текущий сюжет (объективное использование). Иногда всё произведение может представлять собой непрерывную череду флешбэков, как, например, в фильме «Гражданин Кейн».

## Известные примеры

### Кино
Создателем техники ретроспективного кадра в кино был режиссёр фильма «История одного преступления» Фердинанд Зекка в 1901 году. Флэшбэки впервые были использованы в эпоху звука в фильме Рубена Мамуляна 1931 года «Городские улицы», но были редкостью примерно до 1939 года, пока Уильям Уайлер вновь не обратился к ним в «Грозовом перевале», где, как и в оригинальном романе Эмили Бронте, домработница Эллен в одночасье рассказывает основную историю, свидетельницей которой она была много лет назад. Более ярким примером приема является фильм Марселя Карне того же года «День начинается», который почти полностью рассказывается через воспоминания. История начинается с убийства человека в отеле, в то время как убийца, которого играет Жан Габен, окружен полицией, несколько воспоминаний рассказывают историю того, почему он убил человека в начале фильма.
Один из самых известных примеров ретроспективного кадра — это фильм Орсона Уэллса «Гражданин Кейн» (1941). Главный герой, Чарльз Фостер Кейн, умирает в начале, произнося слово «бутон розы». Остаток фильма посвящен репортеру, берущему интервью у друзей и соратников Кейна в тщетной попытке выяснить, что это слово значило для Кейна. По мере продолжения интервью части жизнь Кейна разворачивается в воспоминаниях героев. Считалось, впрочем, что на Уэллса мог повлиять фильм Уильяма К. Ховарда «Сила и слава». Эрнст Любич использовал воспоминания в фильме «Небеса могут подождать» (1943).
Хотя воспоминания обычно используются для прояснения сюжета или предыстории, они также могут выступать в качестве «ненадежного рассказчика». Множественные и противоречивые постановочные реконструкции преступления в документальном фильме Эррола Морриса 1988 года «Тонкая синяя линия» представлены как ретроспективные кадры, основанные на различных свидетельствах. Акира Куросава в фильме «Расёмон» делает это наиболее ярко, демонстрируя, как разноречивы многочисленные свидетельства.
Линда Сегер приводит как удачные примеры применения флешбэка в кинематографе фильмы «Останься со мной», «Повелитель приливов», «Обыкновенные люди».